# ソニータイマー

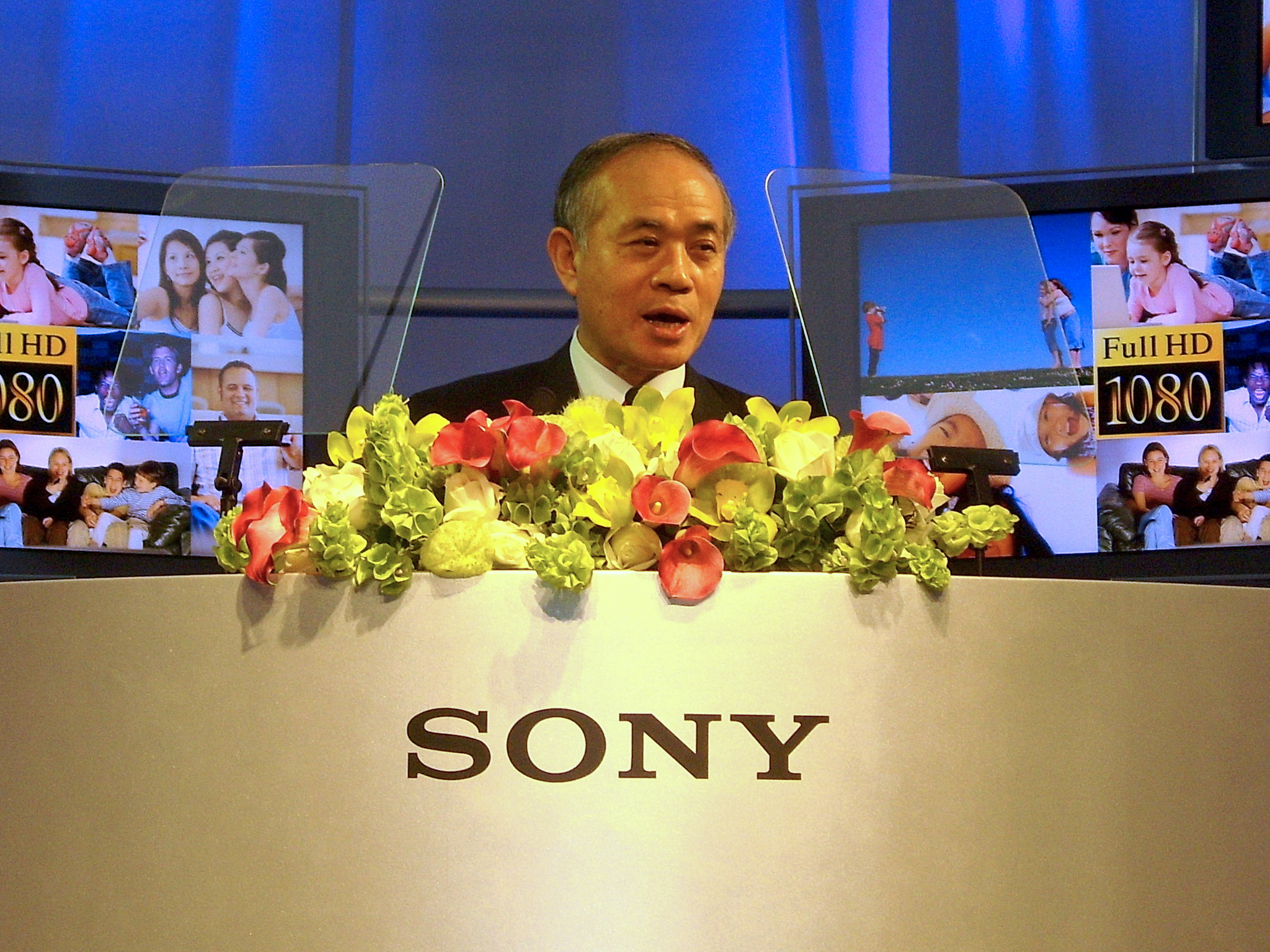
2007年（平成19年）6月21日に開かれた株主総会席上、当時の社長・中鉢良治は、ソニー製品が一定期間経過後に壊れやすいという批判が根強いことに関連して、「『ソニータイマー』と言われていることは認識している」と述べた。

ソニータイマー（英語: Sony timer, Sony kill switch）とは、「ソニー製品は1年間のメーカー保証期間終了直後に故障が頻発する」という噂に端を発する、「ソニーはその高い技術力を使い、製品の保証期間が過ぎるとすぐ故障が起こるよう、精密に製品寿命をコントロールしている」という都市伝説である。

## 概要
『ソニータイマー』というのは比喩であり、保証期間（通常は1年）と少ししか製品が持たずに、故障してしまうとされるソニー製品の壊れやすさを揶揄したものである。多くの日本人がそれを信じ、漫画の笑いのネタにしたり、電子掲示板に書かれたりしている。
マスメディアでも取り上げられたことにより、更に広まった。
イギリスの『Telegraph』誌は、この「ソニータイマー」説は、同社を20年間にわたって悩ませ続けていると報じている。
海外製品との競争が、最も熾烈だった1970年代後半にソニーユーザーから指摘される様になった。
ただ、こうした不良品の「仕込み」は、市場を独占している製造企業でない限り、消費者に企業やブランドへの毀損・悪印象を植えつけてしまい、他社製品への乗換え・買換えを促してしまうため、「意図的に仕込むこと」は有り得ないと通常は考えられる。しかし、2006年に欠陥のあるソニーのバッテリーを搭載した、アメリカ合衆国のデル製ノートパソコン410万台がリコールとなったことから、この噂が真実味を帯び、社会的に意識されるようになった。このリコールではデル以外にレノボ、富士通、Apple製品も含め世界で960万個に上った。爆発の危険性があるバッテリーを原因とするリコールによって、ソニーは大きなダメージを受けた。
また、同2006年には、本物のソニータイマーかと噂された薄型テレビの例もある。同年2月にソニーは2005年10月発売の薄型テレビ「ブラビア」のリアプロジェクションテレビ「Eシリーズ」2機種に、視聴時間の累積が約1,200時間を超えると、視聴中に電源が切られないソフトウェアのバグがあると発表した。平均的な使用時間である1日3時間使用したと計算すると、メーカー保証期間の1年がちょうど過ぎたころに1,200時間を超えるため「まさしくソニータイマー」と噂された。これに対しソニーは「不具合は試験を行っている途中で発覚したに過ぎず、不具合が起こるように設計した訳ではない」と弁明した。

## ソニーによる言及
- 2006年（平成18年）6月16日に開かれたジェネシス・ジャパンのユーザカンファレンス「G-Force Japan 2006」において、ソニーのVAIO向けコンタクトセンター構築担当者が「不当にソニーの商品イメージが悪いこと」として「“買ってから1年1カ月で壊れるソニータイマー”など埋め込まれているわけがない。だが、こうしたイメージはなぜか根強く残っている。マーケティング、アフターサポート、製品開発部門を連携させて、とにかくイメージアップを図りたい」との発言を行った[4]。
- 2007年（平成19年）6月21日に開かれたソニーの株主総会において、ソニー製品が一定期間経過後に壊れやすいという批判が根強いことに関連して、当時の社長・中鉢良治は、「品質、価格、供給の3点のバランスがたまたま崩れ、迷惑を掛けることはある。『ソニータイマー』と言われていることは認識している」と述べた。その上で現在は「オペレーション上でも、不良を入れない、作らない、出さないということに力を注いで」品質担当役員の任命や不良品の出荷防止などを通じて「最終品質保証のために全力を挙げている」と述べ、株主に理解を求めた[5]。

## マスコミでの言及
- 2006年（平成18年）9月30日付・読売新聞朝刊3面で、ソニー（正確には子会社のソニーエナジー・デバイス）が製作し、他社製品にも供給しているノートパソコン用のリチウムイオン二次電池の異常発熱問題に関連し、記名コラム“「ものづくり」の原点に戻れ”にて、「利用者の中には一定期間で故障すると指摘する声がある」という内容の記述がなされた。
- 2010年（平成22年）1月22日、イギリスの新聞・デイリー・テレグラフ電子版では、"ソニータイマー"について以下のように報じた[6]。

## 島津タイマー
2022年9月、島津製作所の子会社・島津メディカルシステムズが、医療機関に納入したX線撮影装置の点検の際に、サービス技術社員が一定の時間が経つと電力供給回路が遮断されるようタイマーを装着。故障を偽装し部品交換により、修理代を稼ぐ不正が43件発覚した。当初は熊本営業所管内で発覚、後に鹿児島県（12件）や宮崎県（13件）など九州一円に広がった。不正には九州支店に所属するサービス技術者少なくとも7人（うち5人は営業所長の経歴を持つベテラン）が関与していた。タイマーは市販の汎用品で、設置から約10-40日後に作動し、経年劣化による故障であるかのように見せかけていた。故障を装って部品を交換する際に取り外して処分していたため、証拠がのこされておらず、嫌疑濃厚者のうち自白したのは2人のみで、2人は退職したとして調査委のヒアリングを拒絶。残る1人は病死した。メディアは「ソニータイマー」になぞらえ、「島津タイマー」などと報道した。不正は2022年4月に内部通報で発覚。親会社の島津製作所が2023年2月に公表した調査報告書によると、不正は2009年ごろ創設された。この偽装により、8300万円以上の修理費用を売り上げていた。

## 関連文献
- 城島明彦ほか著 『ソニー病』 洋泉社、2006年1月 ISBN 4896919874 [9]
- 野村純一・松谷みよ子監修 『いまに語りつぐ日本民話集 第3集12 乗物とメディアの怪』 作品社、2003年4月 ISBN 4860571053